# 中华人民共和国外国人居留证
中华人民共和国外国人居留证是发给在中华人民共和国居留1年以上的外国人的居留证件；中华人民共和国外国人临时居留证是发给在中华人民共和国居留不满1年的外国人的居留证件。

## 简介
中华人民共和国外国人居留证件分为《中华人民共和国外国人居留证》和《中华人民共和国外国人临时居留证》。《中华人民共和国外国人居留证》发给在中国居留1年以上的人员；《中华人民共和国外国人临时居留证》发给在中国居留不满1年的人员。
持标D、Z、X、J-1字签证的外国人以及根据中华人民共和国政府同外国政府签定的协议免办签证入境，需在中国停留30日以上的外国人，必须自入境之日起30日内到居住地市、县公安局办理《中华人民共和国外国人居留证》或者《中华人民共和国外国人临时居留证》。上述居留证件的有效期即准许持证人在中华人民共和国居留的期限。
持标有F、L、G、C字签证的外国人，可在签证注明的期限内在中华人民共和国停留，无需办理居留证件。
《中华人民共和国外国人居留证》为单本；《中华人民共和国外国人临时居留证》为单页。
2005年，中华人民共和国公安部制定的《外国人签证和居留许可工作规范》率先在北京市实施。根据该《规范》，北京市公安局出入境管理处“为部分外国人放宽了签证期限或居留许可期限，有关外国人提供相应证明，可以申请到6个月以上、1年以内的二次或多次入境签证，申请次数不限；在京长住外国人提供相应证明，可以申请获得1年至5年的外国人居留许可。而按照原规定，此类签证只能延期3个月，最多延期两次。”由此，《中华人民共和国外国人临时居留证》被放宽签证期限取代，《中华人民共和国外国人居留证》被新启用的《中华人民共和国外国人居留许可》取代。持有《中华人民共和国外国人居留许可》的外国人，可在居留许可有效期内多次出入境，不必申请往返签证。